# Alfred Almont
Pour les articles homonymes, voir Almont (homonymie).
Alfred Almont, né le 15 septembre 1944 à Schœlcher (Martinique),  fut maire de Schœlcher de 1995 à 2008 et député de la Martinique de 2002 à 2012.

## Biographie
Alfred Almont est membre de l'UMP. Il est diplômé d'études supérieures de droit et était chargé de mission à la Chambre de Commerce et d'Industrie de la Martinique.
Il fut le suppléant de l'ancien député Pierre Petit (Martinique) en 1993 et en 1997.
Il est également 2e vice-président de la Communauté d'agglomération du Centre de la Martinique (CACEM) de 2001 à 2008.
Il est élu député pour la première fois, le 16 juin 2002, pour la XIIe législature (2002-2007), dans la 2e circonscription de la Martinique. Il fait partie du groupe groupe UMP à l'Assemblée nationale. Aux Législatives de juin 2007, Alfred Almont a été réélu député de la 2e circonscription de la Martinique en obtenant 13 268 voix (51,83 %). Il devance de 936 voix la candidate du PPM, Catherine Conconne.
Alfred Almont fait partie des 316 parlementaires qui ont signé début 2006 un manifeste pour la défense du droit fondamental de l'enfant d'être accueilli et de s'épanouir dans une famille composée d'un père et d'une mère, à l'initiative du député de Saône-et-Loire Jean-Marc Nesme.
Lors des élections municipales des 9 et 16 mars 2008, Alfred Almont a été battu au deuxième tour par Luc-Louison Clémenté, son opposant divers gauche. Il obtient 3 978 voix, soit 961 voix de moins que son adversaire qui a recueilli 4 939 voix. La liste d'Alfred Almont obtient néanmoins 8 sièges dans l'opposition au conseil municipal de Schœlcher. Il ne se représente pas aux élections municipales de 2014. 
Depuis cette date, Alfred Almont est en retrait de la vie politique.

## Synthèse des mandats
- Assemblée nationale
  - Du 16/06/2002 au 16/06/2012 : député de la 2e circonscription de la Martinique
- Conseil municipal
  - 14/03/1983 - 19/03/1989 : conseiller municipal de Schœlcher
  - 20/03/1989 - 18/06/1995 : adjoint au maire de Schœlcher
  - 19/06/1995 - 16/03/2008 : maire de Schœlcher
  - depuis le 16/03/2008 : conseiller municipal de Schœlcher
- Conseil général
  - 01/06/1991 - 01/08/2002 : conseiller général de la Martinique